# Rita Kőbán
Pour les articles homonymes, voir Koban (homonymie).
Rita Kőbán, née le 10 avril 1965 à Budapest, est une kayakiste hongroise, double championne olympique et neuf fois championne du monde de sa discipline.

## Palmarès

### Jeux olympiques
- Jeux olympiques de 1988 à Séoul (Corée du Sud) :
  -  Médaille d'argent en K-4 500 m.

- Jeux olympiques de 1992 à Barcelone (Espagne) :
  -  Médaille d'or en K-4 500 m.
  -  Médaille d'argent en K-1 500 m.
  -  Médaille de bronze en K-2 500 m.

- Jeux olympiques de 1996 à Atlanta (États-Unis) :
  -  Médaille d'or en K-1 500 m.

- Jeux olympiques de 2000 à Sydney (Australie) :
  -  Médaille d'argent en K-4 500 m.

### Championnats du monde
- Championnats du monde de course en ligne (canoë-kayak) 1985 à Malines (Pays-Bas) :
  -  Médaille d'argent en K-2 500 m.
  -  Médaille de bronze en K-4 500 m.

- Championnats du monde de course en ligne (canoë-kayak) 1986 à Montréal (Canada) :
  -  Médaille d'or en K-4 500 m.

- Championnats du monde de course en ligne (canoë-kayak) 1987 à Duisbourg (Allemagne) :
  -  Médaille d'argent en K-4 500 m.

- Championnats du monde de course en ligne (canoë-kayak) 1989 à Plovdiv (Bulgarie) :
  -  Médaille d'argent en K-4 500 m.

- Championnats du monde de course en ligne (canoë-kayak) 1990 à Poznań (Pologne) :
  -  Médaille d'argent en K-4 500 m.

- Championnats du monde de course en ligne (canoë-kayak) 1991 à Paris (France) :
  -  Médaille d'argent en K-1 500 m.
  -  Médaille d'argent en K-4 500 m.

- Championnats du monde de course en ligne (canoë-kayak) 1993 à Copenhague (Danemark) :
  -  Médaille d'argent en K-1 5 000 m.
  -  Médaille de bronze en K-4 500 m.

- Championnats du monde de course en ligne (canoë-kayak) 1994 à Mexico (Mexique) :
  -  Médaille d'or en K-1 2 000 m.
  -  Médaille d'or en K-2 200 m.
  -  Médaille d'or en K-4 200 m.
  -  Médaille d'argent en K-1 500 m.
  -  Médaille d'argent en K-4 500 m.

- Championnats du monde de course en ligne (canoë-kayak) 1995 à Duisbourg (Allemagne) :
  -  Médaille d'or en K-1 200 m.
  -  Médaille d'or en K-1 500 m.
  -  Médaille de bronze en K-4 500 m.

- Championnats du monde de course en ligne (canoë-kayak) 1998 à Szeged (Hongrie) :
  -  Médaille d'or en K-4 200 m.
  -  Médaille d'argent en K-2 200 m.
  -  Médaille de bronze en K-1 500 m.
  -  Médaille de bronze en K-2 500 m.

- Championnats du monde de course en ligne (canoë-kayak) 1999 à Milan (Italie) :
  -  Médaille d'or en K-4 200 m.
  -  Médaille d'or en K-4 500 m.
  -  Médaille de bronze en K-1 200 m.
  -  Médaille de bronze en K-2 200 m.